# Leone Williams
Leone Williams es una deportista jamaicana que compitió en atletismo adaptado y natación adaptada. Ganó seis medallas en los Juegos Paralímpicos de Verano en los años 1972 y 1980.

## Palmarés internacional
| Juegos Paralímpicos | Juegos Paralímpicos   | Juegos Paralímpicos | Juegos Paralímpicos    |
| Año                 | Lugar                 | Medalla             | Prueba                 |
| ------------------- | --------------------- | ------------------- | ---------------------- |
| 1972                | Heidelberg (RFA)      | Medalla de oro      | Disco 5                |
| 1972                | Heidelberg (RFA)      | Medalla de bronce   | 4 × 40 m clase abierta |
| 1980                | Arnhem (Países Bajos) | Medalla de oro      | Disco 5                |
| 1980                | Arnhem (Países Bajos) | Medalla de oro      | Peso 5                 |
| 1980                | Arnhem (Países Bajos) | Medalla de plata    | Jabalina 5             |

| Juegos Paralímpicos | Juegos Paralímpicos | Juegos Paralímpicos | Juegos Paralímpicos |
| Año                 | Lugar               | Medalla             | Prueba              |
| ------------------- | ------------------- | ------------------- | ------------------- |
| 1972                | Heidelberg (RFA)    | Medalla de plata    | 100 m espalda 6     |